# Francesca Madriguera i Rodon
Francesca Madriguera i Rodon, coneguda com a Paquita Madriguera (Igualada, 24 de setembre del 1900 - Montevideo, 2 de novembre del 1965), va ser pianista i compositora.

## Biografia

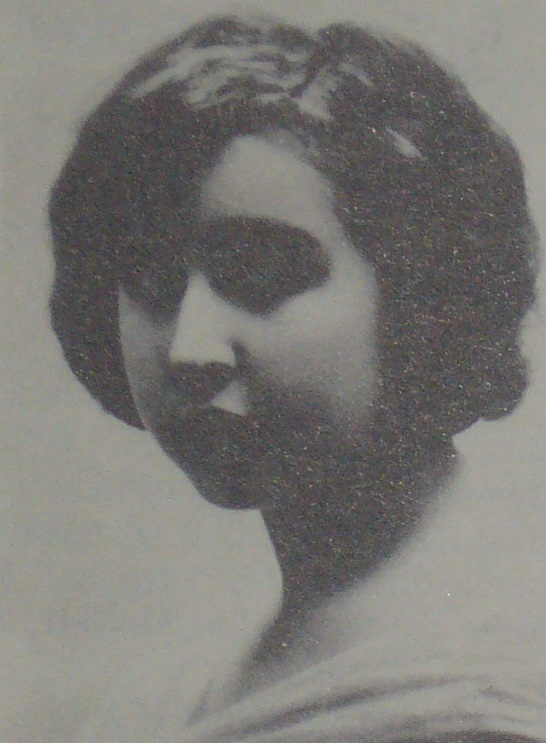
Paquita Madriguera

Nasqué en una casa del carrer de Sant Magí, a Igualada, filla d'Enric Madriguera Haase i Francesca Rodón Canudas, i germana del també compositor Enric Madriguera. Als tres anys ja començà l'estudi de piano sota la direcció de la seva mare. A Barcelona prengué lliçons amb Frank Marshall King, que la presentà a Enric Granados i Campiña, que sempre més la considerà la seva alumna predilecta. Tot i que s'ha dit que va residir a París, on va ser alumna d'Isidor Philipp, ella mateixa ho desmenteix a Visto y oído: La estrella del alba:
| «                                                               | (castellà) En el año 1914, mi madre creyó conveniente hacer proseguir los estudios míos con el maestro [Isidor] Phillip y nos fuimos a París a consultar al célebre pedagogo. Coincidimos en aquella ciudad con mi maestro [Enric Granados]. Él mismo me llevó y presentó al viejo profesor, que me escuchó y su opinión fué la siguiente: –Usted es la discípula predilecta del Maestro Granados. Nosotros lo invitamos todos los años para que forme parte del jurado y oír su fallo sobre nuestros alumnos más avanzados. Le pagamos los viajes, los gastos de hotel, etc., etc.¿Cree usted que yo me atrevería a tomar la alumna por él preferida? No. Está usted en buenas manos. | (català) L'any 1914, la meva mare va creure convenient fer-me prosseguir els estudis amb el mestre [Isidor] Phillip i vam anar a París a consultar al cèlebre pedagog. Vam coincidir en aquella ciutat amb el meu mestre [Enric Granados]. Ell mateix em va portar i presentar al vell professor, que em va escoltar i la seva opinió va ser la següent: –Vostè és la deixebla predilecta del Mestre Granados. Nosaltres el convidem cada any perquè formi part del jurat i sentir la seva decisió sobre els nostres alumnes més avançats. Li paguem els viatges, les despeses d'hotel, etc., etc. Creu vostè que jo m'atreviria a prendre l'alumna per ell preferida? No. Està vostè en bones mans. | » |
| — Visto y oído: La estrella del alba. Paquita Madriguera, 1947. | | |   |

## Infantesa
Als cinc anys oferí el primer concert en un concurs del Centre Autonomista de Sant Gervasi, on obtingué el primer premi.[1] La primera notícia a la premsa escrita que tenim de la “nena Madriguera” és del gener de l’any 1909, a la publicació De tots colors: Revista popular. Es tracta d’una crònica sobre una vetllada infantil per Sant Esteve del 1908 al Centre Autonomista Català de Sant Gervasi, a Barcelona, on, entre d’altres actuacions, es comenta favorablement la intervenció al piano de Paquita, que llavors tenia només vuit anys.
El 18 de març del 1912, quan la pianista encara no havia fet els dotze anys, va dur a terme un recital al Palau de la Música Catalana. El repertori interpretat incloïa obres de Mozart, Granados, Weber, Liszt, Mendelssohn, Albéniz i Beethoven, a més de quatre composicions curtes pròpies.
Després d'un cicle de concerts a Madrid (a la Sala Navas, a l'Ateneu, al Casino i al Palau Reial), el 1913 debutà al Royal Albert Hall londinenc, amb un concert dedicat a la cantant barcelonina Maria Barrientos. Un any més tard anà amb l'Orfeó Català a París i Londres.

## Joventut i gires internacionals
El juny del 1915 s'embarcà cap a Nova York amb un contracte i visqué als EUA entre els anys 1915 i 1919, residí ella i la seva mare amb la catalana Anaïs Nin, època en què gravà gran nombre de rotlles de pianola. Modernament, s'han reeditat en disc compacte (vegeu l'apartat de Discografia).
Durant el novembre de 1915, ja tenim mostres de la seva gira als EUA. Aquesta va ser la primera de les almenys quatre gires que va dur a terme al continent americà entre la tardor del 1915 i la primavera del 1922.
Madriguera va aparèixer en escenaris catalans en dues etapes durant aquell període: de l’abril al maig de l’any 1918, i del setembre del mateix any al febrer del 1919. Va actuar dues vegades al Palau de la Música catalana. Una en forma de recital íntegre de piano, i en la segona ocasió, va oferir al públic un repertori que, entre obres per a piano sol —incloent-t'hi una obra seva, Atalaya— contenia dos concerts per a piano i orquestra: el Concert en sol menor, op. 22 de Saint-Saëns, i el Concert en mi bemoll de Liszt, acompanyada per l'Orquestra Simfònica de Barcelona, i dirigida per Joan Lamote de Grignon (1872-1949).
Actuà a Igualada el 26 de setembre del 1918, al Cercle Mercantil. En aquell moment ja havia escrit trenta-cinc composicions.

## Desaparició dels escenaris
El 27 d'abril de 1922 es casà amb l'uruguaià Arturo Puig, diputat i director del diari La Democràcia, i ella abandonà la música. Amb Arturo Puig, Paquita Madriguera va tenir tres filles: Paquita (Pitusa), nascuda el 1923, Sofía, el 1925, i María Rosa, el 1927. El 1931, Puig va morir i Madriguera va tornar a viure a Barcelona amb les seves filles el 1932, on, després de deu anys d’haver desaparegut dels escenaris, va reincorporar-s'hi

## Retorn a la música
En restar viuda (1933), reaparegué més tard a Barcelona, com a solista, amb l'Orquestra Pau Casals.
El 26 d’octubre de 1935 es tornà a casar amb el guitarrista Andrés Segovia a Barcelona, i amb ell tingué una filla 1938, Beatriz, nascuda el 5 de juny de 1938, i que va morir l'any 1967. Visqueren a Suïssa, Barcelona i, per causa de la Guerra Civil (la seva casa fou saquejada després de la seva partença), Itàlia i finalment a Montevideo (1937), on Paquita Madriguera tenia propietats provinents del seu primer matrimoni. A la capital de l'Uruguai es desfeu la unió amb Segovia (1946). I el 1947 Paquita escriu i publica a Buenos Aires el seu llibre Visto y oído.
Mario Castelnuovo-Tedesco (1895-1968) els dedicà la Fantasia per a guitarra i piano (1950), una composició en dos moviments, en un homenatge conjunt a ella i a Andrés Segovia. L'any 1953 se li feu un homenatge a la seva ciutat natal i se li ha dedicat un carrer. En l'actualitat (2005), l'Ajuntament d'Igualada i l'Escola Municipal de Música, en el marc dels premis Ciutat d'Igualada, convoquen el Premi Madriguera, de composició musical, per a obres compostes per a solista, duo o trio, de piano, guitarra i veu. L'arxiu històric d'aquesta ciutat conserva també un petit fons Madriguera d'entre 1900 i 1930.

## Obres[15]
| Nom de l'obra                                                                       | Lletra                     | Any de composició | Partitura disponible | Enregistrament |
| ----------------------------------------------------------------------------------- | -------------------------- | ----------------- | -------------------- | -------------- |
| Americana                                                                           |                            | 1904              | Sí                   |                |
| La non-non                                                                          |                            | 1905              | Sí                   |                |
| Marxa?                                                                              |                            | 1909              | No                   |                |
| L'aplec de la Hermita                                                               |                            | 1912              | No                   |                |
| La boda india                                                                       |                            | 1912              | No                   |                |
| Capvesprada d'estiu                                                                 |                            | 1912              | No                   |                |
| Vals?                                                                               |                            | 1912              | No                   |                |
| Pastoral núm 2 Caravan (Pequeñas impresiones musicales)                             |                            | 1914              | No                   |                |
| Dansa de Satyr i Nymphs, pastoral/Dansa de bruixes (Pequeñas impresiones musicales) |                            | 1914              | No                   |                |
| Enyorant a en Patufet                                                               |                            | 1915              | No                   |                |
| Cant religiós                                                                       |                            | 1915              | Sí                   |                |
| Enyorances de ma terra                                                              |                            | 1917              | Sí (incompleta)      |                |
| La nina somniadora                                                                  | Nodor (Paquita Madriguera) | 1918              | Sí                   |                |
| Atalaya                                                                             |                            | 1918              | No                   |                |
| Estudio                                                                             |                            | 1918              | No                   |                |
| Beatriz. Vals brillante                                                             |                            | 1933              | Sí                   |                |
| Humorada                                                                            |                            | 1940              | Sí                   |                |
| Aleluya (Tres romancillos)                                                          |                            | 1944              | Sí                   |                |
| La niña de Marfil (Tres romancillos)                                                |                            | 1944              | Sí                   |                |
| Se fue el día de mi corazón (Tres romancillos)                                      |                            | 1944              | Sí                   |                |
| Romancillo (Cançó dedicada a Conxita Badia)                                         | Paquita Madriguera         | 1944              |                      |                |
| Impromtu                                                                            |                            | 1945              | Sí                   |                |
| Longing for Italy                                                                   |                            | 1948              | Sí                   |                |
| Celos                                                                               | Paquita Madriguera (?)     | 1948              | Sí                   |                |
| Evocación mediterránea                                                              |                            | 1953              | Sí                   |                |
| Setenta balcones y ninguna flor                                                     | Baldomero Fernández Moreno | 1954              | Sí                   |                |
| Al río Samborombón                                                                  |                            | 1954              | No                   |                |
| Don Bertrán y Donya Maria                                                           |                            | 1954              | No                   |                |
| Prelude II                                                                          |                            | -                 | Sí                   |                |
| Prelude III                                                                         |                            | -                 | Sí                   |                |
| Serenade                                                                            |                            | -                 | No                   | Pianola        |
| Dansa núm. 7                                                                        |                            | -                 | Sí                   |                |
| Le petit regiment                                                                   |                            | -                 | Sí                   |                |
| Barcarola                                                                           | Bernardo Abate             | -                 | Sí                   |                |
| ¡Amor por qué has huído!                                                            |                            | -                 |                      |                |
| Serenata aragonesa                                                                  |                            |                   |                      |                |

- Las campanas del monasterio[18]
- El canto del grillo, per a piano i cant[1]
- El petit regiment, per a piano i cant[1]
- Serenata aragonesa, per a piano i cant[1]

## Obres estrenades com a pianista
- Concert en fa major num. 2 per a piano i orquestra de Mario Castelnuovo Tedesco[19]

## Obres dedicades
- Dos Danzas Mexicanas de Manuel M. Ponce[20]
- Romántica para piano de Joan Borràs de Palau
- Fantasía per a piano i guitarra (1950) de Mario Castelnuovo Tedesco (també dedicada al seu marit Andrés Segovia)

## Discografia

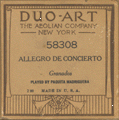
Caràtula d'un rotlle de pianola de Paquita Madriguera

- Masters of the Piano Roll Series. The Great Female Pianists Vol. 5: Paquita Madriguera Segovia Perivale, Middlesex (Anglaterra): Dal Segno, 2006
- Castro, Ricardo; played by Madriguera, Paquita. Valse caprice. New-York: Duo-Art, The Aeolian Company, [entre 1906 i 1932]. Rotlle d'artista. (Fons del Museu de la Música de Barcelona).

NOTA: Realment, no es conserva cap arxiu sonor de la interpretació en viu de Paquita Madriguera, sinó rotlles de piano destinats a la interpretació amb pianola. Dins d'aquests rotlles trobem obres de Granados, Debussy, Moszkowski, Olsen... i fins i tot una obra de Madriguera: Pastoral.